# 美丽紫堇
美丽紫堇（学名：Corydalis adrienii）为罂粟科紫堇属下的一个种。

## 扩展阅读
- 維基物種上的相關：美丽紫堇